# Cinnyris johannae
Cinnyris johannae là một loài chim trong họ Nectariniidae.